# Prima Divisione Campania 1949-1950
La Prima Divisione fu il massimo campionato regionale di calcio disputato in Campania nella stagione 1949-1950.

## Girone A

### Squadre partecipanti
| Club                     | Città                         | Stagione precedente |
| ------------------------ | ----------------------------- | ------------------- |
| A.T.A.N.                 | Napoli                        |                     |
| U.S. Casale Posillipo    | Napoli                        |                     |
| U.S. Cavese              | Cava de' Tirreni (SA)         |                     |
| U.S. Del Gaizo-Scafatese | Scafati (SA)                  |                     |
| G.S. Dipendenti Comunali | Napoli                        |                     |
| G.S. Dop. Ferroviario    | Napoli                        |                     |
| Juve Antoniana           | Polla (SA)                    |                     |
| U.S. Juventus Stabia     | Castellammare di Stabia (NA)  |                     |
| U.S. Pagano & Cirillo    | Pagani (SA)                   |                     |
| U.S. Pompeiana           | Pompei (NA)                   |                     |
| U.S. Porta Piccola       | Napoli (Quart. Secondigliano) |                     |
| G.S. Vasto               | Napoli                        |                     |

### Classifica
|  | Pos. | Squadra                  | Pt | G  | V  | N | P  | GF | GS | DR  |
|  | ---- | ------------------------ | -- | -- | -- | - | -- | -- | -- | --- |
|  | 1.   | Cavese                   | 34 | 22 | 14 | 6 | 2  | 40 | 19 | +21 |
|  | 2.   | Pompeiana                | 30 | 22 | 12 | 6 | 4  | 50 | 23 | +27 |
|  | 3.   | Porta Piccola            | 29 | 22 | 12 | 5 | 5  | 49 | 24 | +25 |
|  | 4.   | Casale Posillipo         | 28 | 22 | 11 | 6 | 5  | 42 | 28 | +14 |
|  | 5.   | Dipendenti Comunali      | 23 | 22 | 9  | 5 | 8  | 30 | 23 | +7  |
|  | 6.   | Vasto Napoli (-1)        | 22 | 22 | 10 | 3 | 9  | 26 | 26 | 0   |
|  | 7.   | Juve Antoniana (-1)      | 21 | 22 | 8  | 6 | 8  | 30 | 33 | -3  |
|  | 8.   | A.T.A.N.                 | 19 | 22 | 8  | 3 | 11 | 40 | 42 | -2  |
|  | 9.   | Dop. Ferroviario         | 15 | 22 | 4  | 7 | 11 | 35 | 45 | -10 |
|  | 10.  | Juventus Stabia          | 14 | 22 | 4  | 6 | 12 | 33 | 54 | -21 |
|  | 11.  | Del Gaizo-Scafatese (-2) | 13 | 22 | 5  | 5 | 12 | 20 | 38 | -18 |
|  | 12.  | Pagano & Cirillo         | 10 | 22 | 3  | 4 | 15 | 25 | 62 | -37 |

Legenda:

      Ammesso alle finali regionali.
      Retrocesso in Seconda Divisione.
Regolamento:

Due punti a vittoria, uno a pareggio, zero a sconfitta.
Pari merito in caso di pari punti e spareggi in caso di pari punti in zona promozione e retrocessione.
Note:
Vasto e Juve Antonina hanno scontato 1 punto di penalizzazione in classifica per una rinuncia.
Del Gaizo-Scafatese ha scontato 2 punti di penalizzazione in classifica per due rinunce.
Dopo il ritiro dell'anno precedente, la Scafatese partecipa al Campionato di Prima Divisione come squadra aziendale della Del Gaizo.
Discrepanza di 3 gol nel computo totale reti fatte/reti segnate (420/417).

## Girone B

### Squadre partecipanti
| Club                    | Città              | Stagione precedente |
| ----------------------- | ------------------ | ------------------- |
| U.S. Arzanese           | Arzano (NA)        |                     |
| U.S. Aversana           | Aversa (CE)        |                     |
| Pol. Afragolese         | Afragola (NA)      |                     |
| A.C. Baiano             | Baiano (AV)        |                     |
| U.S. Caivanese          | Caivano (NA)       |                     |
| U.S. Capua              | Capua (CE)         |                     |
| A. Combattenti e Reduci | Montesarchio (BN)  |                     |
| U.S. Cotoniere          | Napoli             |                     |
| U.S. Mariglianese       | Marigliano (NA)    |                     |
| G.S. Ferrovieri Cumana  | Napoli             |                     |
| U.S. Folgore            | Napoli             |                     |
| U.S. Fontanelle         | Napoli             |                     |
| U.S. Internaples        | Napoli             |                     |
| U.S. Sessana            | Sessa Aurunca (CE) |                     |

### Classifica
|  | Pos. | Squadra    | Pt | G  | V | N | P | GF | GS | DR |
|  | ---- | ---------- | -- | -- | - | - | - | -- | -- | -- |
|  | 1.   | Caivanese  | ?? | 26 |   |   |   |    |    |    |
|  | ??.  | Afragolese | ?? | 26 |   |   |   |    |    |    |
|  | ??.  | Sessana    | ?? | 26 |   |   |   |    |    |    |
|  | 4.   | ???        | ?? | 26 |   |   |   |    |    |    |
|  | 5.   | ???        | ?? | 26 |   |   |   |    |    |    |
|  | 6.   | ???        | ?? | 26 |   |   |   |    |    |    |
|  | 7.   | ???        | ?? | 26 |   |   |   |    |    |    |
|  | 8.   | ???        | ?? | 26 |   |   |   |    |    |    |
|  | 9.   | ???        | ?? | 26 |   |   |   |    |    |    |
|  | 10.  | ???        | ?? | 26 |   |   |   |    |    |    |
|  | 11.  | ???        | ?? | 26 |   |   |   |    |    |    |
|  | 12.  | ???        | ?? | 26 |   |   |   |    |    |    |
|  | 13.  | ???        | ?? | 26 |   |   |   |    |    |    |
|  | 14.  | ???        | ?? | 26 |   |   |   |    |    |    |

Legenda:

      Ammesso alle finali regionali.
      Retrocesso in Seconda Divisione.
Regolamento:

Due punti a vittoria, uno a pareggio, zero a sconfitta.
Pari merito in caso di pari punti e spareggi in caso di pari punti in zona promozione e retrocessione.
Note:
La capolista di questo girone rinunciò alla promozione lasciando un posto che venne girato dalla FIGC alla Puglia.

## Girone finale

### Squadre partecipanti
- Cavese
- Pompeiana
- Porta Piccola
- Caivanese
- Afragolese
- Sessana

### Classifica
|  | Pos. | Squadra | Pt | G  | V | N | P | GF | GS | DR |
|  | ---- | ------- | -- | -- | - | - | - | -- | -- | -- |
|  | 1.   | Cavese  | ?? | 10 |   |   |   |    |    |    |
|  | 2.   | ???     | ?? | 10 |   |   |   |    |    |    |
|  | 3.   | ???     | ?? | 10 |   |   |   |    |    |    |
|  | 4.   | ???     | ?? | 10 |   |   |   |    |    |    |
|  | 5.   | ???     | ?? | 10 |   |   |   |    |    |    |
|  | 6.   | ???     | ?? | 10 |   |   |   |    |    |    |

Legenda:

      Promosso in Promozione 1950-1951.
Regolamento:

Due punti a vittoria, uno a pareggio, zero a sconfitta.
Pari merito in caso di pari punti e spareggi in caso di pari punti in zona promozione e retrocessione.